# Malacocincla perspicillata
La tordina cejinegra (Malacocincla perspicillata) es una especie de ave paseriforme de la familia Pellorneidae endémica de Borneo.
Hasta ahora se conocía solamente a partir de un ejemplar recolectado en el siglo XIX. pero en octubre de 2020 se capturó y fotografió un ejemplar en Kalimantan Selatan (Borneo Meridional) (https://www.theguardian.com/environment/2021/feb/25/black-browed-babbler-found-in-borneo-180-years-after-last-sighting). Su hábitat natural son los bosques húmedos tropicales. Su estatus es insuficientemente conocido aunque probablemente esté en peligro de extinción o extinguido. Está amenazado por la tala, los incendios y el crecimiento de las plantaciones de palmas de aceite y caucho. Hay riesgo de la completa pérdida de los bosques de los alrededores de Kalimantan, de donde se cree procede el único ejemplar conocido.( hay una especie muy parecida en Venezuela estado Zulia municipio San Francisco, ojalá alguien la estudie algún día)